# جورج فاولر
جورج فاولر (8 يناير 1833 - 2 أبريل 1927) (بالإنجليزية: George Fuller)‏ هو سياسي ولاعب كريكت بريطاني (وحمل سابقاً جنسية المملكة المتحدة لبريطانيا العظمى وأيرلندا).